# Alexander Marcet

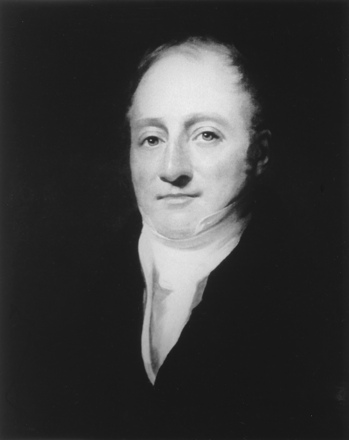
Alexander Marcet

Alexander John Gaspard Marcet (* 1. August 1770 in Genf; † 19. Oktober 1822 in London) war ein Genfer-britischer Chemiker und Arzt.
Marcet wurde als Sohn eines Uhrmachers und Mitglieds des Rates der Zweihundert geboren. Alexander Marcet studierte Philosophie und Recht an der Akademie Genf und reiste 1793/94 mit Nicolas-Théodore de Saussure nach England. Da er in Gefolge der Revolution in Genf zu fünf Jahren Exil verurteilt wurde, reiste er 1794 zusammen mit Charles-Gaspard de la Rive nach Edinburgh, wo er Medizin studierte und 1797 mit einer Dissertation über Diabetes mellitus abschloss. Er arbeitete an Londoner Spitälern, ab 1804 am Guy’s Hospital, wo er ab 1805 auch Chemie unterrichtete. 1800 nahm er die britische Staatsangehörigkeit an. 1819 kehrte er nach Genf zurück, wo er Professor für medizinische Chemie wurde (bis 1821) und Mitglied des Repräsentierenden Rats (bis 1822).
Marcet erforschte als einer der Ersten die chemische Struktur der Meere. Er formulierte 1819 die Hypothese, dass das Verhältnis der hauptsächlichen Ionen des Meerwassers – Natrium-, Chlorid- und Magnesium-Ionen – in allen Ozeanen genau gleich ist. Dieses später von Wilhelm Dittmar und anderen empirisch bestätigte Prinzip der konstanten Proportionen gilt unabhängig vom Gesamtsalzgehalt des jeweiligen Meeres.

## Werke
- An essay on the chemical history and medical treatment of Calculous Disorders. 1817. (2nd Edition, revised and enlarged. Longman, Hurst, Rees, Orme, and Brown, London 1819).
- Versuch einer chemischen Geschichte und aerztlichen Behandlung der Steinkrankheiten. 1818.
- Ueber das specifische Gewicht, die Temperatur und die Salze des Meerwassers in verschiedenen Theilen des Weltmeers und in eingeschlossenen Meeren. 1819.
- Chemische Untersuchungen über die Harnsteine. J. L. Schrag, Nürnberg 1820.